# Monfalcone
Monfalcone (furlanisch Monfalcon, slowenisch Tržič, deutsch veraltet Falkenberg) ist eine Stadt mit 30.059 Einwohnern (Stand 31. Dezember 2023) in der Region Friaul-Julisch Venetien in Italien.

## Geografie
Monfalcone liegt zwischen Triest und Grado und ist die am nördlichsten gelegene Stadt mit unmittelbarem Zugang zum Mittelmeer. Das Stadtgebiet bedeckt eine Fläche von 20,5 km².
Ortsteile sind: Archi, Aris (slow. Darež), Bagni, Cima di Pietrarossa, Crosera, Lisert, Marina Julia, Marina Vecchia, Panzano (slow. Pancan), Pietrarossa, La Rocca, San Michele (slow. Sveti Mihael), San Polo, Schiavetti und Serraglio. Nachbargemeinden sind: Doberdò del Lago, Duino-Aurisina, Ronchi dei Legionari und Staranzano.

## Geschichte
Monfalcone war bis 1797 venetianisch, dann habsburgisch bis 1805 und wieder von 1814 bis zum Ende des Ersten Weltkriegs (siehe Österreichisches Küstenland). Der Ort und sein Umland wurden 1816 Teil der Grafschaft Görz und Gradisca, wobei das Gebiet den Gerichtsbezirk Monfalcone bildete und seit 1868 wiederum Teil des Bezirks Monfalcone war.

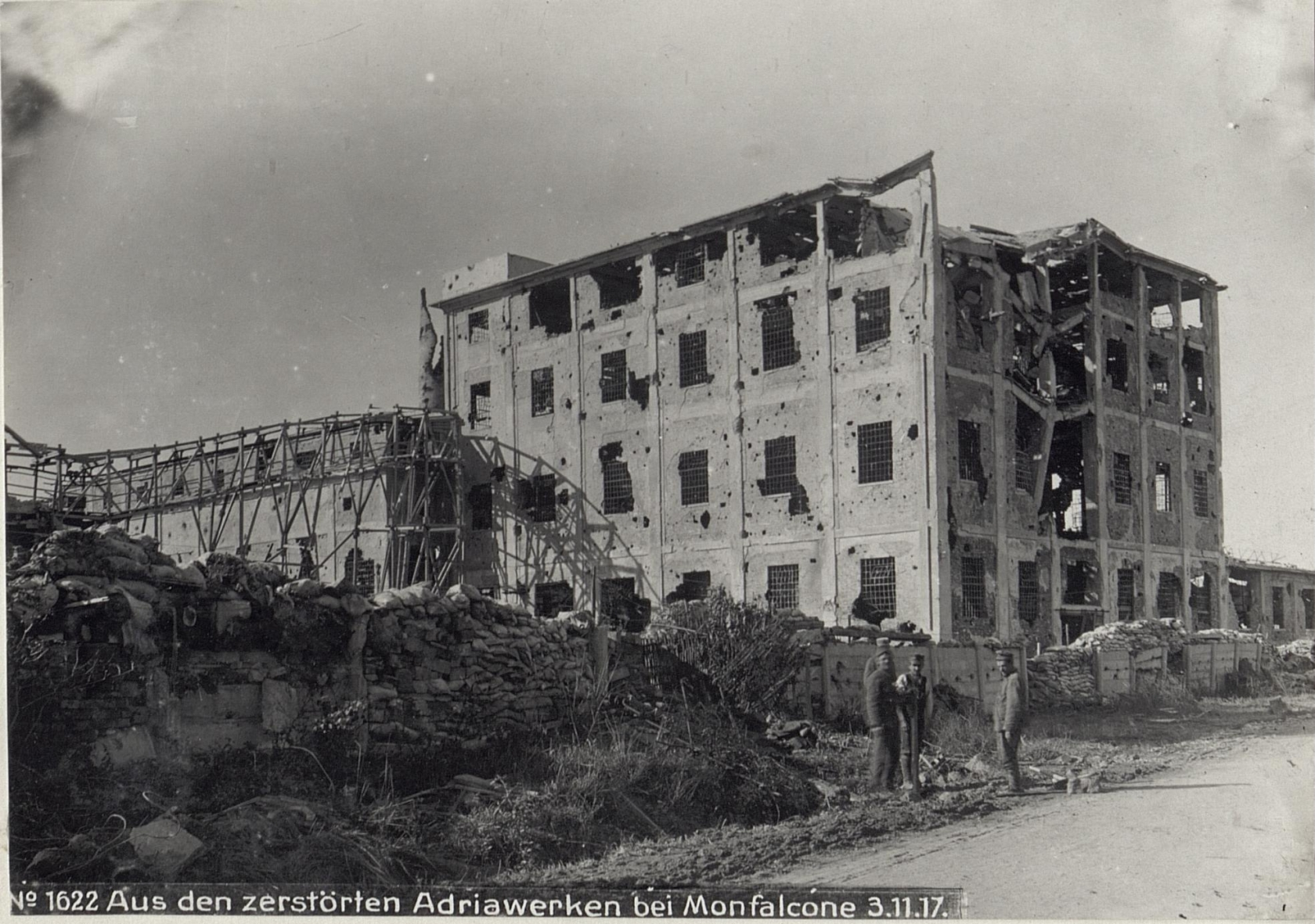
Die Werftanlagen im November 1917

Seit dem Jahr 1908 haben sich in der Stadt große Werften angesiedelt, die Monfalcone als Stadt der Werften bekannt machten. Eine der ersten war die Werft Cantiere Navale Triestino, die unter anderem für die Reederei Austro-Americana herstellte. Die Firma Fincantieri baut in Monfalcone heute vorwiegend Kreuzfahrtschiffe, die zu den größten der Welt zählen. Im ehemaligen Arbeiterwohnheim ist das MuCa Museum der Schiffbauindustrie untergebracht. Das 2017 eröffnete Museum zeigt historische Zeugnisse aus mehr als einem Jahrhundert, wobei modernste Multimedia-Technologien zum Einsatz kommen.
Während des Ersten Weltkriegs kam es im Zuge der Isonzo-Schlachten, bei denen hunderttausende italienische und österreichische Soldaten starben, auch zu Gefechten in Monfalcone. Die Werftanlagen wurden dabei vollständig zerstört. Unter den Toten war der italienische Architekt Antonio Sant’Elia. Teile der Stadt wie der Dom Sant’Ambrogio mussten neu errichtet werden.

## Städtepartnerschaften
- Neumarkt in Steiermark, Österreich, seit 1989[3]
- Gallipoli, Italien

## Persönlichkeiten
- Enrico Toti (1882–1916),  Soldat und Irredentist
- Antonio Sant’Elia  (1888–1916), Architekt
- Filippo Zappata (1894–1994), Ingenieur und Flugzeugkonstrukteur
- Guido Gratton (1932–1996), Fußballspieler und -trainer
- Gino Paoli (* 1934), Sänger und Liedermacher
- Gianfranco Gallon (1942–2018), Radrennfahrer
- Fabio Frittelli (1966–2013), Popsänger, Model und Musikproduzent
- Matteo Medves (* 1994), Judoka
- Stefania Buttignon (* 1997), Ruderin
- Simone Pafundi (* 2006), Fußballspieler
- Davide Stella (* 2006), Radrennfahrer

### Berühmte Einwohner von Monfalcone
- Elisa Toffoli (* 1977), Sängerin und Songschreiberin
- Nicoletta Consiglio (* 1975), Schriftstellerin
- David Cej (* 1967), Maler